# Casa de la Llotgeta (Aldaia)
La Casa de la Llotgeta és un edifici a cavall entre els segles XVI-XVII, situat a la intersecció dels carrers de l'Església i Major, de la localitat valenciana d'Aldaia, adquirit i restaurat per l'Ajuntament de la població, amb l'objectiu de convertir-lo a la seu del MUPA, Museu del Palmito d'Aldaia.
Aquest projecte va suposar una inversió de més de milió i mig d'euros, però es va aconseguir dur a terme la finalització del mateix i inaugurar-lo 17 de desembre de 2010.

## Història i descripció
La Casa de la Llotgeta era inicialment una casa senyorial pertanyent als Comtes de Nules, essent un típic exemple de casa renaixentista. L'edifici es divideix en tres plantes i consta d´un pati exterior amb unes particularitats específiques. No té columnes però té un conjunt de 12 arcs de mig punt construïts amb maó.
L'edifici original estava format per una estructura de murs de càrrega de tàpia, amb dos cossos principals i un altre de perpendicular, els quals conformen entre si un pati interior, molt típic de les construccions valencianes, que després de la rehabilitació ha quedat cobert amb una estructura lleugera de metall i vidre.
L'estat de semi ruïna en què estava la construcció quan va ser adquirida per l'Ajuntament, ha impedit que es pogués comptar amb algun tram de sòl original de l'obra.
El nom de Llotgeta ve del terme italià loggia, la qual és un element arquitectònic utilitzat sobretot en l'arquitectura italiana dels segles XV i XVI. És una galeria o pòrtic sostingut per columnes i arcs obert íntegrament, almenys un dels costats. En el cas de la Casa Llotgeta d'Aldaia, la lògia té algunes particularitats específiques, ja que no presenta columnes sinó un conjunt de 12 arcs de mig punt de gran bellesa construïts amb rajola. Antigament els arcs estaven completament oberts a l'aire lliure, però actualment estan protegits amb vidre després de la restauració realitzada per l'Ajuntament.